# Tik Tok
"Tik Tok" (stiliserat som "TiK ToK") är den amerikanska sångerskan Keshas debutsingel. Låten producerades av Benny Blanco och Dr. Luke och skrevs av Blanco, Luke och Kesha. Den släpptes den 7 augusti 2009 som den första singeln från Keshas debutalbum, Animal. Låten skrevs om Keshas erfarenhet av att komma hem halvfull från en fest. "Tik Tok" handlar om att inte låta någonting trycka ner en.
Låten mottogs med blandade recensioner från kritiker. Vissa berömde texten och hyllningen till en partylivsstil, medan vissa kritiserade låten för att den var "irriterande" och för lik låtar av Lady Gaga och Uffie. I USA slog låten rekord genom att sälja 610 000 digitala nedladdningar på en vecka. Singeln har sålts i fem miljoner nedladdningar i USA.

## Skrivande och inspiration
"Tik Tok" skrevs av Kesha, Dr. Luke och Benny Blanco, som också producerade låten. Det tog tre tagningar innan det blev rätt eftersom Kesha till en början rappade på skämt. Vid ett tillfälle ville hon skriva om verserna eftersom hon tyckte att de varken var roliga eller smarta.
Inspirationen bakom låten kom från Keshas erfarenhet av att komma hem halvfull från en fest. Innan hon somnade skrev hon ner ett par ord till en låt och nästa dag ville hon berätta den historien. Låtens intro kommer från när hon vaknade bland "vackra kvinnor" och föreställde sig Diddy i en liknande situation. I en intervju förklarade Kesha ytterligare om låtens tema:

"Vi är [Kesha och hennes vänner] alla unga och fattiga och det spelar ingen roll. Vi kan hitta kläder på sidan om gatorna och gå ut och se fantastiska ut. Att vi inte har en bil stoppar inte oss, för vi tar bussen. Om vi inte har råd med drinkar, tar vi med oss en flaska i handväskan. Det handlar om att inte låta något trycka ner dig."

## Komposition
"Tik Tok" är en danspoplåt med electropopbeats. Den använder en "tv-spelsbeat" med handklapp och syntar. Kesha rappar i verserna och hennes röst är ibland förvrängd av Auto-Tune. Enligt notblad publicerade på Musicnotes.com av Alfred Publishing, utgår "Tik Tok" från 120 taktslag per minut. Låten skrevs i tonarten D-moll. Keshas röst sträcker sig från noten D3 till D5.

## Mottagande
Kelsey Paine från Billboard kallade låten "ett kärleksbrev till DJs överallt, med handklapp som byggs till ett crescendo av ren, smittsam dans-pop." Jim Farber från New York Daily News kallade låten "ett vintageslick av dansgodis som är alltför [...] söt att motstå." Fraser McAlpine från BBC noterade likheterna med Lady Gagas "Just Dance" och att båda sjöng om fester, men skrev att Kesha "får det att låta ganska kul ändå". Billy Johnson, Jr. från Yahoo! jämförde "Tik Tok" med L'Trimms hitsingel "Cars that Go Boom" från 1980-talet. Han skrev att Kesha har "tag[it] L'Trimms röststil till sin egen hit." Nick Levine från Digital Spy gav låten fyra av fem stjärnor och berömde låttexten, användandet av Auto-Tune och Dr. Lukes musikproduktion.
Jonah Weiner från Slate Magazine var negativ om låten och skrev, "låten sätter upp fartyget på fel linje mellan charmigt dum och djupt irriterande." Jon Caramanica från The New York Times skrev, "några har jämfört Kesha ofördelaktigt med Uffie [...] vars rap föregår Keshas med ett par år." Men han skrev att, "om någon ska känna blåst av "Tik Tok" är det Lady Gaga, som förmodligen hör betydande bitar av sin hit "Just Dance" i melodin och ämnet."

## Listframgångar
"Tik Tok" debuterade i Nya Zeeland den 5 oktober 2009 som nummer sju. Följande vecka steg den till nummer ett och höll topplaceringen i fem veckor i rad. I Kanada debuterade låten som nummer sextiosju. Sex veckor senare nådde den förstaplatsen och stannade där i nio veckor. I Australien debuterade låten som nummer tjugoåtta och nådde nummer ett två veckor senare. I Sverige debuterade låten som nummer trettioåtta den 23 oktober 2010 och nådde nummer tre. I Danmark debuterade låten som nummer trettionio och nådde nummer tre. I Storbritannien debuterade den som nummer sex den 8 november 2009. Den 3 januari 2010 nådde den nummer fyra. I februari 2010 hade den sålts i 442 287 exemplar i Storbritannien.
Den 24 oktober 2009 debuterade "Tik Tok" som nummer sjuttionio på Billboard Hot 100. Den 2 januari 2010 nådde låten toppen av listan och blev den första listettan för det nya decenniet. Låten låg i topp i nio veckor i rad. Den 27 december 2009 slog Kesha rekord när "Tik Tok" sålde 610 000 digitala nedladdningar på en vecka. I augusti 2010 hade "Tik Tok" sålts i 5 078 000 nedladdningar i USA.

## Musikvideo
Musikvideon regisserades av Syndrome. Videon börjar med att Kesha vaknar i ett badkar. Hon borstar tänderna och går ner till köket där en familj äter frukost. De blir förvånade och modern tappar en tallrik. Kesha lämnar huset och cyklar iväg på en cykel i guld. Hon träffar ett gäng barn och byter cykeln mot deras stereo. Sedan avvisar hon en kille som stöter på henne och kör istället iväg i en bil med en man som spelas av Simon Rex. De stoppas sedan av polisen som sätter handbojor på Kesha. I nästa scen står Kesha i ett tomt rum med glitter. Sedan är på hon en fest med Rex. Videon slutar med att Kesha vaknar i ett annat badkar.

## Promotion och liveframträdanden

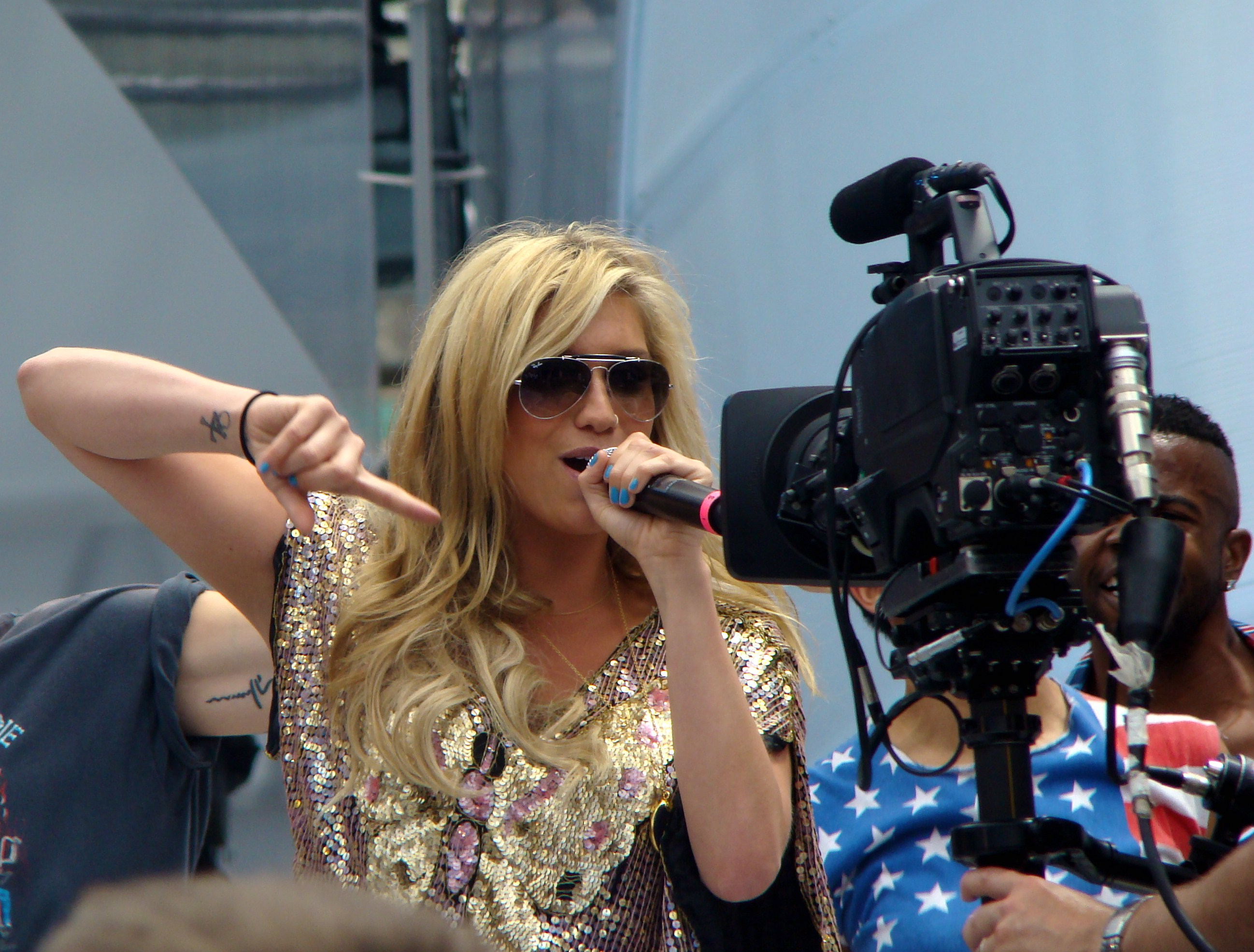
Kesha på Much Music Video Awards.

Kesha framförde låten på olika tv-program och föreställningar för marknadsföring. Hon framförde den för första gången på TV på MTV-programmet MTV Push. Hon har också framfört den på prisutdelningen Echo i Tyskland och MuchOnDemand i Kanada. I Storbritannien framförde hon låten på Radio 1's Big Weekend på BBC. Den 29 maj 2010 framförde hon den tillsammans med "Your Love Is My Drug" på MTV Video Music Awards i Japan.
"Tik Tok" användes för att marknadsföra den sjätte säsongen av Project Runway och den nya versionen av Melrose Place från 2009. Låten har också använts i The Hills och Percy Jackson och kampen om åskviggen. Kesha har också framfört låten på It's On with Alexa Chung, The Wendy Williams Show, Lopez Tonight, Late Night with Jimmy Fallon, The Tonight Show with Conan O'Brien och The Ellen DeGeneres Show. Låten framfördes också på Saturday Night Live den 17 april 2010. Den 13 augusti 2010 framförde Kesha den på The Today Show på NBC. Låten var även öppningsnumret för skönhetstävlingen Miss USA 2010 i maj 2010. Den 7 november 2010 framfördes "Tik Tok" på MTV Europe Music Awards.

## Kulturell verkan
"Det är fantastiskt ... jag älskar det ... att ha israeliska soldater dansa till 'Tik Tok' och öppna 'The Simpsons' ... [de är] drömmar. Det har varit ett ganska bra år."
Den brittiska komedigruppen The Midnight Beast har gjort en parodi på låten. Parodin behandlar ungdomliga ämnen som att se nakna kvinnor och vika undan för föräldrars vrede. När Kesha såg parodin skrev hon "Holy S++t  [sic] Det här är bättre än min version" på sin Twitter. Parodin släpptes på iTunes den 15 januari 2010 och nådde nummer fyra i Australien och trettionio i Irland. I öppningssekvensen till Simpsons-avsnittet "To Surveil with Love" mimar seriens karaktärer till "Tik Tok".
2010 gjorde soldater från Israels försvarsmakt en parodi på låten, kallad IDF Tik Tok. Videon är en viral dansvideo som börjar med sex soldater som patrullerar i Hebron. De börjar sedan dansa med koreograferade rörelser till "Tik Tok".

## Låtlistor
| - USA-singel 1. "Tik Tok" – 3:20 - Brittisk singel 1. "Tik Tok" – 3:20 2. "Tik Tok" (Tom Neville's Crunk & Med Mix) – 6:53 | - Brittisk EP 1. "Tik Tok" – 3:20 2. "Tik Tok" (Fred Falke Club Remix) – 6:42 3. "Tik Tok" (Chuck Buckett's Verucca Salt Remix Remix) – 4:55 4. "Tik Tok" (Tom Neville's Crunk & Med Mix) – 6:53 5. "Tik Tok" (Untold Remix) – 5:01 |

## Topplistor och certifikat
| Topplista (2009–2010)   | Högsta position |
| ----------------------- | --------------- |
| Australien              | 1               |
| Belgien (Flandern)      | 4               |
| Belgien (Vallonien)     | 1               |
| Bulgarien               | 2               |
| Danmark                 | 3               |
| Europa                  | 1               |
| Frankrike               | 1               |
| Irland                  | 3               |
| Italien                 | 2               |
| Japan                   | 3               |
| Kanada                  | 1               |
| Tjeckien                | 2               |
| Nederländerna           | 2               |
| Norge                   | 1               |
| Nya Zeeland             | 1               |
| Slovakien               | 2               |
| Schweiz                 | 1               |
| Spanien                 | 5               |
| Storbritannien          | 4               |
| Sverige                 | 3               |
| Tyskland                | 1               |
| Ungern                  | 2               |
| Ungern (Dans)           | 4               |
| USA Billboard Hot 100   | 1               |
| USA Billboard Pop Songs | 1               |
| Österrike               | 1               |

| Land               | Certifikat   |
| ------------------ | ------------ |
| Australien         | 5× Platina   |
| Belgien (Flandern) | Guld         |
| Danmark            | Platina      |
| Finland            | Guld         |
| Italien            | Multiplatina |
| Japan              | Guld         |
| Kanada             | 7× Platina   |
| Nya Zeeland        | 2× Platina   |
| Schweiz            | Platina      |
| Spanien            | 2× Platina   |
| Sverige            | Guld         |
| Tyskland           | Platina      |
| USA                | 5× Platina   |
| Österrike          | Platina      |

| Topplista (2009)      | Position |
| --------------------- | -------- |
| Australien            | 9        |
| Kanada                | 76       |
| Nederländerna         | 90       |
| Nya Zeeland           | 4        |
| Storbritannien        | 45       |
| Topplista (2000–2009) | Position |
| Australien            | 42       |

## Utgivningshistorik
| Region         | Datum            | Format              |
| -------------- | ---------------- | ------------------- |
| Australien     | 7 augusti 2009   | Digital nedladdning |
| Kanada         | 7 augusti 2009   | Digital nedladdning |
| Mexiko         | 7 augusti 2009   | Digital nedladdning |
| Nya Zeeland    | 7 augusti 2009   | Digital nedladdning |
| Norge          | 7 augusti 2009   | Digital nedladdning |
| Sverige        | 7 augusti 2009   | Digital nedladdning |
| USA            | 25 augusti 2009  | Digital nedladdning |
| Storbritannien | 27 november 2009 | Digital nedladdning |
| Italien        | 29 november 2009 | Digital nedladdning |
| Belgien        | 8 januari 2010   | Digital nedladdning |
| Tyskland       | 8 januari 2010   | Digital nedladdning |